# Stellungsdivisionen (Wehrmacht)
Die sogenannten Stellungsdivisionen der Wehrmacht waren vier deutsche Großverbände im Zweiten Weltkrieg, welche kurzzeitig 1940 für die Besetzung von Stellungen am Oberrhein aufgestellt wurden.

## 554. Infanterie-Division
Die 554. Infanterie-Division wurde am 15. Februar 1940 durch den Wehrkreis V aufgestellt. Im Mai und Juni 1940 war die Division am Oberrhein bei der 7. Armee in der Heeresgruppe C und war anschließend in der Heimat dem Befehlshaber des Ersatzheeres unterstellt.
Am 13. August 1940 wurde die Division in Donaueschingen wieder aufgelöst. Die Infanterie-Regimenter wurden für die Aufstellung der Heimat-Wach-Bataillone I. bis III./621, I. und II./622 und II. und III./623 verwendet. Diese Bataillone wurden am 12. November 1940 in den Wehrkreis VII verlegt und wurden dort am 1. Januar 1941 die Landesschützen-Bataillone 439 bis 445.
Divisionskommandeur war der ehemalige Kommandeur der Division z. b. V. 441, Generalleutnant Anton von Hirschberg.
Gliederung
- Stab aus dem Divisionskommando z. b. V. 441
- Infanterie-Regiment 621 mit drei Bataillonen im Wehrkreis XXI aus II./Infanterie-Regiment 352 der 246. Infanterie-Division und Stab, I. und II./MG-Regiment 148 (Glogau)
- Infanterie-Regiment 622 mit drei Bataillonen im Wehrkreis VIII aus II./Infanterie-Regiment 423 der 212. Infanterie-Division und Stab Landesschützen-Regiment 2/IX
- Infanterie-Regiment 623 mit drei Bataillonen mit I. aus Wehrkreis IX, II. aus Wehrkreis VII und III. aus Wehrkreis V
- Artillerie-Regiment 554 mit drei Batterien mit I. aus Wehrkreis IX, II. aus Wehrkreis VII und III. aus Wehrkreis V
- Beobachtungs-Abteilung 554 im Wehrkreis III
- Divisionseinheiten 554

## 555. Infanterie-Division
Die 555. Infanterie-Division wurde am 10. Februar 1940 durch den Wehrkreis VI aufgestellt. Im Mai und Juni 1940 war die Division am Oberrhein bei der 7. Armee in der Heeresgruppe C und war anschließend in der Heimat dem Befehlshaber des Ersatzheeres unterstellt.
Am 21. Juli 1940 wurde die Division in den Heimatwehrkreis verlegt und bei Bielefeld am 31. August 1940 aufgelöst. Die Infanterie-Regimenter wurden für die Aufstellung der Heimat-Wach-Bataillone I. und II./624, I. und II./625, I. und II./626 und I. und II./627 verwendet. Diese Bataillone wurden am 1. Januar 1941 die Landesschützen-Bataillone 456, 463, 469, 473, 474, 479, 492 bis 493.
Divisionskommandeur war Generalmajor Waldemar Henrici.
Gliederung
- Stab aus dem Divisionskommando z. b. V. 443
- Infanterie-Regiment 624 mit drei Bataillonen im Wehrkreis XX aus II./Infanterie-Regiment 308 der 207. Infanterie-Division als Stamm
- Infanterie-Regiment 625 mit drei Bataillonen im Wehrkreis III aus II./Infanterie-Regiment 338 der 208. Infanterie-Division als Stamm, III. aus Landesschützen-Bataillon II./XVII und Stab Landesschützen-Regiment 2/III
- Infanterie-Regiment 626 mit drei Bataillonen im Wehrkreis X mit II./Infanterie-Regiment 337 der 225. Infanterie-Division als Stamm
- Infanterie-Regiment 627 durch Korück 550 aus Landesschützen-Bataillonen I., II. und XII./V
- Artillerie-Regiment 555 mit drei Batterien aus den Wehrkreisen I, II und VI
- Beobachtungs-Abteilung 555 im Wehrkreis IX
- Divisionseinheiten 555

## 556. Infanterie-Division
Die 556. Infanterie-Division wurde am 11. Februar 1940 durch den Wehrkreis XII aufgestellt. Im Mai und Juni 1940 war die Division am Oberrhein bei der 7. Armee in der Heeresgruppe C und war anschließend im Heimatwehrkreis dem Befehlshaber des Ersatzheeres unterstellt.
Am 13. August 1940 wurde die Division auf Verfügung vom 26. Juli 1940 im Heimatwehrkreis aufgelöst. Die Abwicklung erfolgte bis 1. Oktober 1940, wobei die Infanterie-Regimenter für die Aufstellung der Heimat-Wach-Bataillone II. und III./628, II. und III./629 und I. und III./640 verwendet wurden. Diese Bataillone wurden am 1. Januar 1941 die Landesschützen-Bataillone 784 bis 789.
Divisionskommandeur war der ehemalige Kommandeur der Division z. b. V. 426, Generalleutnant Kurt von Berg.
Gliederung
- Stab aus dem Divisionskommando z. b. V. 426 in Nakel
- Infanterie-Regiment 628 mit drei Bataillonen im Wehrkreis XVII aus Landeschützen-Regiment-Stab I./III und den Landesschützen-Bataillonen XXII. und XXIV./XVII, aus III. in Hameln aus dem halben Bataillon II./396 der 216. Infanterie-Division
- Infanterie-Regiment 629 mit drei Bataillonen im Wehrkreis XXI in Posen aus I. bis III./MG-Regiment 138
- Infanterie-Regiment 630 mit drei Bataillonen aus Stab des Landesschützen-Regiment 1./V in Ulm, das halbe Bataillon II./396 der 216. Infanterie-Division in Rinteln als I. und zusätzlich II./Infanterie-Regiment 355 der 214. Infanterie-Division als II. und III.
- Artillerie-Regiment 556 mit drei Batterien aus den Wehrkreisen XI, X und XII
- Beobachtungs-Abteilung 556 im Wehrkreis XX bzw. VI
- Divisionseinheiten 556 ohne Panzerjäger-, Aufklärungs- und Pioniereinheit

## 557. Infanterie-Division
Die 557. Infanterie-Division wurde am 15. Februar 1940 durch den Wehrkreis IV aufgestellt. Im Mai und Juni 1940 war die Division am Oberrhein bei der 7. Armee in der Heeresgruppe C und war anschließend bis 13. August 1940 im Heimatwehrkreis dem Befehlshaber des Ersatzheeres unterstellt.
Am 31. August 1940 wurde die Division im Bereich Zeitz und Weißenfels auf Befehl vom 19. Juli 1940 aufgelöst. Die Infanterie-Regimenter wurden für die Aufstellung der Heimat-Wach-Bataillone I. bis III./632, I. bis III./633 und I. bis III./634 verwendet. Die ersten acht wurden Mitte September 1940 zur Bewachung von Kriegsgefangenen in den Wehrkreis II verlegt. III./634 kam in das Protektorat. Diese Bataillone wurden am 1. Januar 1941 die Landesschützen-Bataillone 975 bis 983.
Divisionskommandeur war der Generalleutnant Hermann Kuprion.
Gliederung
- Stab aus dem Divisionskommando z. b. V. 427 im Wehrkreis XXI
- Infanterie-Regiment 632 mit drei Bataillonen im Wehrkreis IV aus II./Infanterie-Regiment 425 der 223. Infanterie-Division, III. in Bad Mergentheim (Wehrkreis XIII), aus halbem II./Infanterie-Regiment 412 der 227. Infanterie-Division
- Infanterie-Regiment 633 mit drei Bataillonen aus Stab/Landesschützen-Regiment 2./VIII, I. und II. in Lüben aus II./Infanterie-Regiment 306 der 211. Infanterie-Division, III. in Bad Mergentheim (Wehrkreis XIII), aus halbem II./Infanterie-Regiment 412 der 227. Infanterie-Division
- Infanterie-Regiment 634 mit drei Bataillonen in Leoben (Wehrkreis XVIII), aus II./Infanterie-Regiment 335 (vormals Landwehr-Infanterie-Regiment 40 der 205. Infanterie-Division)
- Artillerie-Regiment 557 mit drei Batterien aus den Wehrkreisen III, IV und XVIII, Stab aus Wehrkreis XVII
- Beobachtungs-Abteilung 557 im Wehrkreis IV
- Divisionseinheiten 557 ohne Panzerjäger-, Aufklärungs- und Pioniereinheit